# MAN SL200
MAN SL200 — городской высокопольный автобус, выпускавшийся компанией MAN в период с 1973 по 1988 год по спецификации VöV-Standard-Bus. Было построено более 5500 единиц стандартной версии. Существовало также несколько версий шасси, на котором делали свои автобусы другие производители.

## Эксплуатация

### Австралия
SL200 был популярен среди правительственных операторов ACTION (закупил 151 автобус), Brisbane City Council (180 автобусов), Metropolitan Transport Authority, Melbourne (158 автобусов) и State Transit Authority (138 автобусов).

### Новая Зеландия
Региональный совет Окленда приобрел 88 единиц SL200.

### Россия
Несколько десятков подержанных автобусов MAN SL200 эксплуатировалось в Санкт-Петербурге в первой половине 2000-х годов. Также около 30 автобусов с 1993 по 2007 годы работало в Мострансавто.

### Казахстан
Автобусные парки Казахстана в 90-е закупили 131 единицу подержанных MAN SL200. Из них на 2023 год сохранилось всего 7: 4 — в Шымкенте, 2 — в Жамбылской области и 1 в Костанайской.

## Вытеснение
MAN SL200 был заменён автобусом MAN SL202.

## MAN SG240H
MAN SG240H/SG280H — высокопольный городской сочленённый заднеприводный автобус, выпускавшийся с 1980 по 1986 год. Вытеснен моделью MAN SG242.